# Ray (film)
Pour les articles homonymes, voir Ray.
Pour plus de détails, voir Fiche technique et Distribution.
Ray est un film américain réalisé par Taylor Hackford en 2004. Cette biographie filmée du chanteur Ray Charles a remporté de nombreux prix. Elle a notamment permis à Jamie Foxx d'obtenir l'Oscar du meilleur acteur en 2005 pour son interprétation du rôle-titre ainsi que le Golden Globe du meilleur acteur dans un film musical ou une comédie.

## Synopsis
Ray Charles est un chanteur américain. Aveugle dès sa petite enfance, il est confronté à la dureté de sa mère qui veut faire de lui un enfant autonome et capable de se débrouiller tout seul. Elle l’envoie dans un centre spécialisé et nous le retrouvons plusieurs années plus tard, prêt à partir à Seattle pour entamer une carrière de pianiste. D’abord musicien dans des petits groupes, il est vite repéré pour son talent et enregistre ses premiers disques sous son propre nom. Le succès ne cessera de grandir mais ce parcours est semé d’embûches dues à son handicap, sa dépendance à l'héroïne, la culpabilité qu’il porte depuis la mort de son frère lorsqu’ils étaient enfants, à son amour des femmes et sa difficulté à être fidèle à son épouse.

## Fiche technique
- Titre : Ray
- Réalisation : Taylor Hackford
- Scénario : James L. White (en), d'après l'histoire de Taylor Hackford et James L. White
- Musique : Craig Armstrong, Ray Charles
- Décors : Stephen Altman
- Costumes : Sharen Davis
- Photographie : Pawel Edelman
- Son : Steve Cantamessa
- Sociétés de production : Bristol Bay Productions, Universal Pictures
- Pays de production :  États-Unis
- Langue originale : anglais
- Genre : biographie, drame, film musical
- Durée : 152 minutes
- Dates de sorties :
  - États-Unis : 29 octobre 2004
  - France et Belgique : 23 février 2005

## Distribution
- Jamie Foxx (VF : Julien Kramer ; VQ : Pierre Auger) : Ray Charles
- Kerry Washington (VF : Emmanuelle Rivière ; VQ : Michèle Lituac) : Della Bea Robinson
- Regina King (VF : Dominique Wenta ; VQ : Anne Dorval) : Margie Hendricks
- Clifton Powell (VF : Gabriel Le Doze ; VQ : Jean-Luc Montminy) : Jeff Brown
- Harry Lennix (VF : Christophe Peyroux ; VQ : Jacques Lavallée) : Joe Adams
- Bokeem Woodbine (VF : Pascal Casanova) : Fathead Newman
- Aunjanue Ellis (VF : Laëtitia Laburthe-Tolra ; VQ : Pascale Montreuil) : Mary Ann Fisher
- Sharon Warren (en) (VF : Dorothée Pousséo) : Aretha Robinson
- C.J. Sanders (VQ : Alexandre Bacon) : Ray Robinson, jeune
- Curtis Armstrong (VF : Jérôme Pauwels ; VQ : Luis de Cespedes) : Ahmet Ertegün
- Richard Schiff (VF : Guy Chapellier) : Jerry Wexler
- Larenz Tate (VF : Guillaume Lebon ; VQ : Tristan Harvey) : Quincy Jones
- Terrence Howard (VF : Lucien Jean-Baptiste) : Gossie McKee
- David Krumholtz (VF : Ludovic Baugin ; VQ : Gilbert Lachance) : Milt Shaw
- Wendell Pierce (VF : Guillaume Orsat) : Wilbur Brassfield
- Chris Thomas King : Lowell Fulson
- Thomas Jefferson Byrd (en) (VF : Michel Tureau ; VQ : François L'Écuyer) : Jimmy
- Rick Gomez (VQ : Benoît Éthier) : Tom Dowd
- Denise Dowse (en) (VF : Annie Balestra ; VQ : Marie-Andrée Corneille) : Marlene
- Warwick Davis (VF : Philippe Beautier) : Oberon
- Patrick Bauchau (VF : Denis Boileau) : le Dr Hacker
- Robert Wisdom (VF : Thierry Desroses) : Jack Lauderdale
- Kurt Fuller (VF : Jean-Luc Kayser) : Sam Clark
- Julian Bond (VF : Michel Tureau) : lui-même
- Kimberly Ardison (VQ : Camille Cyr-Desmarais) : Ethel McRae
- Renee Wilson : Pat Lyle
- Willie Metcalf (VF : Marc Cassot) : M. Pitt
- Mike Pniewski (VF : Bernard-Pierre Donnadieu) : le chauffeur de bus
- Gary Grubbs (VF : Jean-Claude Montalban) : Billy Ray
- Bill Breaux (VF : Cédric Dumond) : un policier #1
- Alex Van (VF : Bertrand Arnaud) : un policier #2
- Tequan Richmond (VF : Victor Naudet) : Ray Charles Jr. (à l'âge de 9-10 ans)

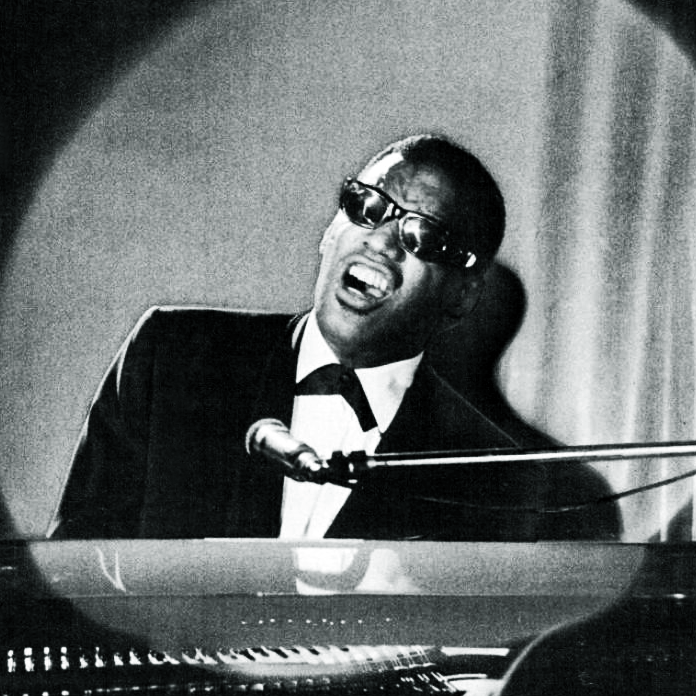
Ray Charles en 1967.

- Marc Lynn (VF : Michel Mella) : le journaliste de Downbeat
- Kyle Scott Jackson (VF : Pascal Renwick) : King Bee
- Rutherford 'Rudy' Cravens (VF : Richard Leblond) : le promoteur blanc
- Jeffrey Galpin (VF : Patrick Borg) : un policier #3
- Michael Arata (VF : Stéphane Bazin) : un policier #4

 Source et légende : version française (VF) sur RS Doublage et Nouveau Forum Doublage Francophone ; VQ = Version Québécoise

## Analyse

### Différences avec la réalité historique
- Bien qu'il respecte majoritairement l'histoire de la vie de Ray Charles, le film comporte de petites libertés. Ainsi :
  - Le premier disque Baby, Let Me Hold Your Hand se solde par un échec dans le film alors qu'en réalité, il connut un certain succès puisqu'il se plaça dans les premières places du R&B charts en 1951.
  - Le premier succès de Ray Charles chez Atlantic Records n'était pas Mess Around mais The Sun's Gonna Shine Again.
  - Aretha Robinson, mère de Ray Charles, n'est pas morte au moment où ce dernier a commencé l'école, comme il le prétend dans le film, mais lorsqu'il avait 15 ans. C'est d'ailleurs à la suite de cet événement que Ray Charles a décidé de renoncer à sa scolarité et de partir tenter sa chance comme musicien.
  - Dans le film, Ray Charles et son épouse Della Bea sont encore ensemble lors de la cérémonie de réconciliation au Capitole de l'État de Géorgie en 1979. Or le couple avait divorcé deux ans plus tôt.
- Effectuant un trou entre les années 1950 et 1952, le film omet totalement le premier mariage de Ray Charles avec Eileen Williams.

## Autour du film
- S'il est doublé par la voix du vrai Ray Charles sur les chansons en playback, Jamie Foxx interprète lui-même d'autres morceaux présents dans le film :
  - Les chansons du trio McSon à Seattle.
  - Les deux maquettes à l'arrivée de Ray chez Atlantic Records.
  - La chanson sur la scène de Montréal en 1965.

## Distinctions

### Récompenses
- Oscars 2005 :
  - Oscar du meilleur acteur pour Jamie Foxx
  - Oscar du meilleur mixage de son pour Scott Millan, Greg Orloff, Bob Beemer et Steve Cantamessa
- Golden Globe du meilleur acteur dans un film musical ou une comédie 2005 pour Jamie Foxx
- NAACP Image Awards 2005 :
  - NAACP Image Award du meilleur film pour Taylor Hackford, Stuart Benjamin et Howard Baldwin
  - NAACP Image Award du meilleur acteur pour Jamie Foxx
  - NAACP Image Award de la meilleure actrice pour Kerry Washington
  - NAACP Image Award de la meilleure actrice dans un second rôle pour Regina King
- British Academy Film Awards 2005 :
  - British Academy Film Award du meilleur acteur pour Jamie Foxx
  - British Academy Film Award du meilleur son
- Satellite Awards 2005 :
  - Satellite Award du meilleur acteur pour Jamie Foxx
  - Satellite Award de la meilleure actrice dans un second rôle pour Regina King
  - Satellite Award du meilleur scénario original pour James L. White
- London Film Critics Circle de l'acteur de l'année 2004 pour Jamie Foxx
- Critics' Choice Movie Awards 2005 :
  - Critics' Choice Movie Award du meilleur acteur pour Jamie Foxx
  - Critics' Choice Movie Award de la meilleure bande originale pour Craig Armstrong et Ray Charles
- BET Awards 2005 :
  - BET Award du meilleur acteur pour Jamie Foxx
  - BET Award de la meilleure actrice pour Regina King
- Screen Actors Guild Award du meilleur acteur 2005 pour Jamie Foxx

### Nominations
Oscars 2005:
- Oscar du meilleur film;
- Oscar du meilleur réalisateur;
- Oscar de la meilleure création de costumes;
- Oscar du meilleur montage;

Golden Globes 2005:
- Golden Globe du meilleur film musical ou comédie;

### Article annexe
- Psychotrope au cinéma et à la télévision